# Julien Nkoghe Bekale

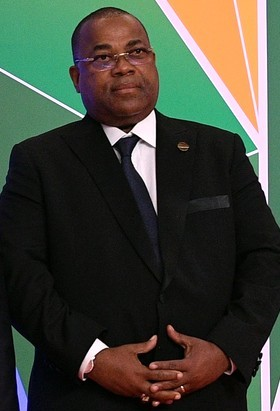
Julien Nkoghe Bekale em 2019.

Julien Nkoghe Bekale (Kango, 9 de janeiro de 1962) é um político e atual Primeiro-ministro do Gabão. Foi nomeado durante a Tentativa de golpe de Estado no Gabão em 2019, pelo Presidente Ali Bongo Ondimba em 12 de janeiro de 2019.
Bekale é membro do Partido Democrático do Gabão. Foi Ministro do Petróleo, Gás e Hidrocarbonetos em 2009 e Ministro dos Transportes e Equipamento em 2011.
Após tomar posse como Primeiro-ministro, Bekale nomeou Emmanuel Norbert Tony Ondo Mba como novo Ministro de Energia, sem outras mudanças no governo.